# Re’uwen Szeri
Re’uwen Szeri (hebr.: ראובן שרי, ang.: Reuven Sheri, ur. 7 kwietnia 1903 w Komracie, zm. 6 lipca 1989) – izraelski polityk, w latach 1949–1955 poseł do Knesetu z listy Mapai w 1951 wiceminister transportu.
W pierwszych wyborach parlamentarnych w 1949 po raz pierwszy dostał się do izraelskiego parlamentu. Zasiadał w Knesetach I i II kadencji Od 2 kwietnia do 8 października 1951 wiceminister transportu w rządzie Dawida Ben Guriona.
Został pochowany na Górze Oliwnej.